# Día de la Pachamama
El Día de la Pachamama, también llamado Pachamama Raymi, se celebra anualmente el 1 de agosto en honor a la divinidad andina Pachamama en los pueblos andinos quechua y aimara de los Andes de Argentina, Bolivia, Colombia, Chile, Ecuador y Perú. A partir de ese día, se realizan rituales de ofrenda comunitarias, familiares e individuales durante todo el mes de agosto de cada año. Estos rituales son acompañados casi siempre por música y danzas.
El sentido de la celebración va hacia el agradecimiento, la solicitud y la bendición de los diferentes elementos que brinda la Pacha, que se entiende no solo como Tierra sino también como mundo, universo y espacio-tiempo. En las oraciones se agradece por el buen tiempo, la protección y la generosidad y abundancia en las cosechas de las chacras y en manejo de los animales de campo.
El componente principal de la celebración consiste en la preparación de ofrendas o 'despachos' rituales con varios elementos dedicados a la Pachamama que luego pueden incinerados o enterrados según la tradición del territorio específico. Los rituales se basan en el ayni o principio de reciprocidad de la cosmovisión andina, y son conducidos por los líderes carismáticos y de mayor edad de la comunidad. Las ofrendas incluyen diferentes productos, por lo general los mejores del año como tubérculos, frutas y cereales, así como flores, chicha de jora, kintus de coca y tabaco, entre otras cosas.

## Origen
De acuerdo a varios historiadores, el origen de esta celebración se remonta a periodos anteriores a la llegada de los conquistadores europeos, aunque no se sabe con certeza por la ausencia de fuentes. No obstante, la fecha coincide con la preparación de los suelos en las chacras antes de la llegada de las lluvias.

## Tradiciones en los países andinos

### Argentina
En los rituales de origen quechua en Argentina, principalmente en las provincias de Jujuy y Salta, las ofrendas como comida cocinada, alcohol, vino, cigarrillos, chicha y otros elementos más se colocan en una olla de barro que luego se entierra.
Asimismo, los pueblos guaraníes en el país introdujeron en el nordeste argentino la tradición de consumir en este día una bebida que consiste en una rama de ruda macho colocada dentro de una botella que contiene caña, con el fin de obtener salud y ahuyentar los males, según sus creencias. De acuerdo a la tradición, el individuo interesado debe preparar con antelación la bebida, y tomar tres pequeños tragos temprano por la mañana de cada primero de agosto.

### Bolivia
En los rituales aimara en Bolivia, los rituales de ofrenda incluyen la participación de yatiris, ch'allas, incineración de mesas dulces, ofrecimiento de comida y sangre de llama.
En las afueras de El Alto, Bolivia, se reciben a las personas que viajan hasta el lugar desde la madrugada, para poder agradecer lo recibido y hacer nuevas peticiones a la Pachamama. En el sitio se reúnen los amautas que guían los rituales, los rezos, haciendo sonar pututus, y coreando jallalla o viva en aimara. Uno de los amautas que presiden los rituales en El Alto es el amauta Mariano Condori.
Las mesas dulces que se incineran tienen distintas formas e incluyen los "misterios", que son unas pequeñas tablas de azúcar con diversas imágenes, como la del sol o la luna. También incluyen la planta medicinal wira k'oa, incienso, copal o resinas aromáticas vegetales y grasa de llama. Una vez que la ofrenda se encuentra armada, se la debe ch'allar (o bendecir) con alcohol, vino o cerveza, para luego colocarla en el fuego. Los elementos ofrecidos deben quedar reducidos a cenizas.

### Chile
En el norte de Chile la celebración toma el nombre de Qulqi Uru (del aimara, que se traduce como 'Día de la Plata' , 'Día de la Suerte', o 'Día de la Abundancia').

### Perú
En Cusco, el día toma el nombre de Pachamama Raymi, que significa Fiesta de la Madre Tierra. Las ofrendas que se depositan sobre una manta andina son acompañadas de música, cantos y bailes prolongándose todo el mes. Tanto los sacerdotes y sacerdotisas como los otros participantes visten trajes tradicionales andinos. En quechua sureño de Cusco, una ofrenda a la Pachamama se denomina Haywarikuy, y en el caso de la ofrenda realizada a la Pachamama el primero de agosto se denomina Hatun Willka Haywarikuy.
Los chamanes se dividen en tres niveles de acuerdo a su conocimiento sobre la Pachamama: los Pampamisayoq, los Altomisayoq y los Kuraq Akulleq. De estos últimos se dice que pueden comunicarse con los dioses de la naturaleza.
Las celebraciones coinciden con la celebración del Día Nacional de la Alpaca.